# Celda 211
Celda 211 és una pel·lícula dirigida per Daniel Monzón l'any 2009, basada en la novel·la homònima del periodista Francisco Pérez Gandul. Fou una de les tres candidates a representar Espanya als Oscars en el 2010.

## Argument
Juan, funcionari de presons, es presenta a la seva nova destinació un dia abans de la seva incorporació oficial. Allà, pateix un accident minuts abans que es desencadeni un motí al sector dels FIES, els presos més temuts i perillosos. Els seus companys no poden més que vetllar per les seves pròpies vides i abandonen a la seva sort el cos desmaiat de Juan a la cel·la 211. Al despertar, Juan comprèn la situació i es fa passar per un pres més davant els amotinats. A partir d'aquest moment, el protagonista haurà de jugar-se-la a força d'astúcia, mentides i risc, sense saber encara quin paradoxal parany li ha preparat el destí.

## Personatges
| Actor                  | Personatge                      |
| ---------------------- | ------------------------------- |
| Luis Tosar             | Malamadre                       |
| Alberto Ammann         | Juan Oliver                     |
| Antonio Resines        | José Utrilla                    |
| Marta Etura            | Elena                           |
| Carlos Bardem          | Apache                          |
| Luis Zahera            | Releches                        |
| Fernando Soto          | Armando Nieto                   |
| Vicente Romero         | Tachuela                        |
| Manolo Solo            | Director de la presó            |
| Patxi Bisquert         | Jon Arteaga 'Potolo'            |
| Josean Bengoetxea      | Antxon Elorza 'El Professor'    |
| Anartz Zuazua          | Asier Urruticoechea 'El Txiqui' |
| Miguel Martín          | Pincho                          |
| Félix Cubero           | Germán                          |
| David Selvas           | Ernesto Dueñas                  |
| Ricardo de Barreiro    | Julián                          |
| Antonio Durán 'Morris' | Borrego                         |
| Jesús Carroza          | Elvis                           |
| Suso Lista             | Pitufo                          |
| Juanma Hernández       | Rafa                            |
| Jesús del Caso         | Metge                           |

## Premis i nominacions
| Any  | Premi                                                     | Categoria                        | Persona                                              | Resultat   |
| ---- | --------------------------------------------------------- | -------------------------------- | ---------------------------------------------------- | ---------- |
| 2009 | Festival de Cinema Europeu de les Arcs                    | Millor pel·lícula                | Celda 211                                            | Nominada   |
| 1995 | Premis Goya                                               | Millor pel·lícula                | Celda 211                                            | Guanyadora |
| 1995 | Premis Goya                                               | Millor director                  | Daniel Monzón                                        | Guanyador  |
| 1995 | Premis Goya                                               | Millor actor                     | Luis Tosar                                           | Guanyador  |
| 1995 | Premis Goya                                               | Millor actriu secundària         | Marta Etura                                          | Guanyadora |
| 1995 | Premis Goya                                               | Millor actor revelació           | Alberto Ammann                                       | Guanyador  |
| 1995 | Premis Goya                                               | Millor guió adaptat              | Daniel Monzón Jorge Guerricaechevarría               | Guanyadors |
| 1995 | Premis Goya                                               | Millor muntatge                  | Mapa Pastor                                          | Guanyador  |
| 1995 | Premis Goya                                               | Millor so                        | Jaime Fernández Carlos Farauolo                      | Guanyadors |
| 1995 | Premis Goya                                               | Millor actor secundari           | Carlos Bardem Antonio Resines                        | Nominats   |
| 1995 | Premis Goya                                               | Millor música original           | Roque Baños                                          | Nominat    |
| 1995 | Premis Goya                                               | Millor fotografia                | Carles Gusi                                          | Nominat    |
| 1995 | Premis Goya                                               | Alicia Tellería                  | Millor direcció de producció                         | Nominada   |
| 1995 | Premis Goya                                               | Millor maquillatge i perruqueria | Raquel Fidalgo Inés Rodríguez                        | Nominades  |
| 1995 | Premis Goya                                               | Millors efectes especials        | Raúl Romanillos Guillermo Orbé                       | Nominats   |
| 2010 | Círculo de Guionistas, Espanya                            | Millor pel·lícula                | Celda 211                                            | Guanyadora |
| 2010 | Círculo de Guionistas, Espanya                            | Millor director                  | Daniel Monzón                                        | Guanyador  |
| 2010 | Círculo de Guionistas, Espanya                            | Millor actor                     | Luis Tosar                                           | Guanyadora |
| 2010 | Círculo de Guionistas, Espanya                            | Millor música                    | Roque Baños                                          | Guanyador  |
| 2010 | Círculo de Guionistas, Espanya                            | Millor muntatge                  | Cristina Pastor                                      | Guanyador  |
| 2010 | Círculo de Guionistas, Espanya                            | Millor actor secundari           | Carlos Bardem Antonio Resines Marta Etura            | Nominats   |
| 2010 | Círculo de Guionistas, Espanya                            | Millor actor revelació           | Alberto Ammann                                       | Nominat    |
| 2010 | Círculo de Guionistas, Espanya                            | Millor fotografia                | Carles Gusi                                          | Nominat    |
| 2010 | Círculo de Guionistas, Espanya                            | Millor guió adaptat              | Daniel Monzón Jorge Guerricaechevarría               | Nominats   |
| 2010 | Fotogramas de Plata                                       | Millor pel·lícula                | Celda 211                                            | Guanyadora |
| 2010 | Fotogramas de Plata                                       | Millor actor                     | Luis Tosar                                           | Guanyador  |
| 2010 | Premios ACE                                               | Millor actor                     | Luis Tosar                                           | Guanyador  |
| 2010 | Premios ACE                                               | Millor actor secundari           | Carlos Bardem                                        | Guanyador  |
| 2010 | Premis Sant Jordi                                         | Millor pel·lícula                | Celda 211                                            | Guanyadora |
| 2010 | Unión de Actores Españoles                                | Millor actor                     | Luis Tosar                                           | Nominat    |
| 2010 | Unión de Actores Españoles                                | Millor actor secundari           | Marta Etura Carlos Bardem Luis Zahera Alberto Ammann | Nominats   |
| 2010 | Premios de la Música, Espanya                             | Millor música                    | Roque Baños                                          | Guanyador  |
| 2010 | Festival Internacional de Cinema Fantàstic de Brussel·les | Pel·lícula (Thriller)            | Celda 211                                            | Guanyadora |
| 2010 | Festival de cinema mediterrani Split                      | Millor pel·lícula                | Celda 211                                            | Nominada   |
| 2010 | Premis de Cinema Europeu                                  | Millor actor                     | Luis Tosar                                           | Nominat    |
| 2010 | Premis de Cinema Europeu                                  | Millor guió                      | Daniel Monzón Jorge Guerricaechevarría               | Nominada   |